# Ibn Khallikán
Samsz al-din Abul Abbász Ahmed Ibn Khallikán, helytelenül Ibn Khilkán (arabul: شمس الدين أبو العباس أحمد بن محمد بن خلكان), (Arbela, 1211. szeptember 22. – Damaszkusz, 1282. október 30.) középkori arab történetíró.
A mameluk szultánok idejében Egyiptomban és Szíriában működött magas rangú bíró- és tanárként. Tisztségeiből több ízben elmozdították, majd ismét kinevezték. Fő műve egy életrajzi lexikon az iszlám nagy férfiairól. A mű teljes szövegét csak 1835–1850 között adták ki Európában Wüstenfeld szerkesztésben.